# Museo Cultural Al Qarara
El Museo Cultural Al Qarara (en árabe: متحف القرارة الثقافي‎) era un museo en al-Qarara, cerca de Jan Yunis, en la Franja de Gaza. Fundado en 2016, el museo presentaba la arqueología y la historia de la zona, recopiladas por sus fundadores y miembros de la comunidad local. Fue destruido por fuerzas israelíes en octubre de 2023 en el marco de la Guerra Israel-Gaza de 2023.

## Antecedentes
El museo fue fundado en 2016 en Al Qarara, un pueblo cercano a Jan Yunis en el sur de la Franja de Gaza, por seis personas, entre ellas el director del museo Mohamed Abu Lahia y su esposa Najla Abu Lahia. Mohamed se interesó por la arqueología local desde la infancia, mientras que Najla estudió arqueología y arte en la Universidad de Gaza.
El ministerio palestino de Turismo y Antigüedades concedió una licencia privada al museo, ubicado en un antiguo silo de cereales. Fue el segundo museo y el primer museo privado que se estableció en la zona. El museo fue diseñado para educar a la gente sobre el patrimonio cultural palestino y fortalecer su sentido de identidad.

## Colecciones
El museo contenía más de 3500 objetos arqueológicos, históricos y numismáticos de la región de Gaza. Los objetos datan del año 4000 a. C. hasta la actualidad, muchos de los cuales fueron recolectados o donados por miembros de la comunidad local. Los objetos clave incluyeron mosaicos bizantinos, espadas que datan del período cruzado, thobes y joyas usadas por mujeres antes de la Nakba. También incluía artículos militares que databan del Mandato británico de Palestina. En 2021, el museo celebró el Día Nacional del Patrimonio Palestino.

Cada artículo fue documentado y luego numerado antes de ser exhibido en el museo. La documentación de artículos es un proceso muy difícil. Decidí iniciar un museo para preservar la historia y el patrimonio de Palestina. La gente visita el museo para aprender más sobre su historia y patrimonio.
Najla Abu Lahia

## Destrucción
El museo fue bombardeado y destruido por fuerzas israelíes en octubre y noviembre de 2023 en el marco de la Guerra Israel-Gaza de 2023. El acceso al lugar no se restableció hasta julio de 2024, tras la retirada de las fuerzas israelíes de Jan Yunis. En agosto, se puso en marcha el proyecto «Salvar el Museo Cultural Al-Qarara» (Save Al-Qarara Cultural Museum), financiado por la fundación suiza Aleph, que se dedica a proteger el patrimonio cultural de zonas en conflicto o después de un conflicto. La asociación «Mayasam Association for Culture and Arts», situada cerca del museo, reunió rápidamente equipos de personas para rescatar los artefactos arqueológicos, clasificarlos y trasladarlos a un local más seguro. Recibieron formación en línea, a pesar de las dificultades de conexión a Internet, de Aleph en colaboración con el Centro Riwaq de Conservación Arquitectónica de Cisjordania y en coordinación con organizaciones internacionales como la Unesco.

## Premios
- Premio ICCROM Sharjah por la reactivación del patrimonio cultural (2022)[1]